# Bahadzia patilarga
Bahadzia patilarga is een vlokreeftensoort uit de familie van de Hadziidae. De wetenschappelijke naam van de soort is voor het eerst geldig gepubliceerd in 2003 door Sawicki, Holsinger, Ortiz & Perez.